# Mathias Fjellström
Mathias Fjellström (* 19. September 1975 in Skellefteå) ist ein schwedischer Filmproduzent und -regisseur.

## Leben
Mathias Fjellström studierte Filmwissenschaft. Er ist Gründer der Produktionsfirma Salmonofox Productions mit Sitz in Umeå. Zusammen mit Ted Kjellsson und Johan Norström gründete er außerdem Filmfolket.
Fjellström produzierte 2008 den Kurzfilm Istället för Abrakadabra von Regisseur Patrik Eklund. Für diesen Film erhielt er bei der Oscarverleihung 2010 eine Nominierung in der Kategorie Bester Kurzfilm.

## Filmografie (Auswahl)
- 1999: Fristad (Kurzfilm, auch Regie)
- 2000: Lex (Kurzfilm, auch Regie)
- 2002: Sjunde stenen (auch Regie und Drehbuch)
- 2007: Situation Frank (Kurzfilm)
- 2008: Istället för Abrakadabra (Kurzfilm)
- 2009: Slitage (Kurzfilm)
- 2010: Den ryska dörren (Fernsehfilm)
- 2012: Flimmer
- 2018: Infektionen (Kurzfilm)
- 2020: Jag är Klimpen, motherfucker! (Dokumentar-Kurzfilm)
- 2021: Finito (Kurzfilm)